# Ignacije Amerling
Ignacije (Inje) Amerling (1830. – 1913.) bio je dubrovački plemić i dobrotvor.

## Životopis
Potomak je dubrovačke udomaćene austrijske obitelji.
U ime svoje braće i sebe, Dubrovniku je poklonio dvije javne fontane: na Brsaljama i na Gundulićevoj poljani. Također, donirao je i kipove svetaca koji su 1904. postavljeni na pročelja dubrovačke katedrale.
Godine 1900. proglašen vitezom Sv. Groba Jeruzalemskoga, vitezom Reda cara Franje Josipa te je od pape dobio odličje Pro Ecclesia et Pontefice. Pokopan je u obiteljskoj grobnici na Mihajlu na Lapadu.

## Počasti
- Znanstveni skup u Dubrovniku povodom 100. obljetnice njegove smrti.[1]

## Poveznice
- Amerlingova fontana na Pilama

### Mrežna sjedišta
- Ignacije Amerling – dobročinitelj i vitez. www.zupa-svetog-mihajla-dubrovnik.com. Pristupljeno 15. lipnja 2023.